# Abbas Schirmohammadi
Abbas Schirmohammadi (geboren 1978) ist ein deutscher Heilpraktiker. Zudem ist er ehemaliger Wrestling-Kommentator. Er  veröffentlichte einige Bücher zu den Themen Autogenes Training und Meditation.

## Leben
Abbas Schirmohammadi stammt aus der Eifel. Sein Vater war Arzt. Nach dem Abitur begann Schirmohammadi ein Studium der Psychologie. Nebenbei begann er als freier Journalist im Wrestlingbereich zu arbeiten. Im September 1997 wurde Schirmohammadi Teil des World-of-Wrestling-Teams rund um Nic Heldt und Peter William. Er kommentierte für das DSF sowie das DF1 Sendungen von Smoky Mountain Wrestling, National Wrestling Alliance, Asistencia Asesoría y Administración, Extreme Championship Wrestling und World Championship Wrestling. Neben dieser Tätigkeit war Schirmohammadi auch sporadisch Moderator des World-of-Wrestling-Magazins im DSF. 2001, nachdem die WCW vom Konkurrenten WWF aufgekauft wurde, wechselte Schirmohammadi zum deutschsprachigen Kommentatorenteam der WWF unter Leitung von Carsten Schaefer, das er 2003 verließ. Sein Studium der Psychologie brach er ab, um Heilpraktiker für Psychotherapie zu werden. 
Seit 2006 ist Schirmohammadi als Heilpraktiker und Autor tätig. Im Laufe der Zeit ließ er sich zum Personality Coach, Management Trainer und Mediator ausbilden. Er hat mehr als 50 Bücher Bücher geschrieben sowie mehr als 60  Hörbücher und Musik-CDs veröffentlicht. Diese erschienen über den Dienstleister Shaker Media, den Schirner Verlag aus Darmstadt und den Mankau Verlag. Daneben veröffentlicht er in zahlreichen heilpraktischen, gesundheitlichen und esoterischen Zeitschriften. Gelegentlich schreibt er außerdem für die Magazine Power-Wrestling und das Hundemagazin Bully's aus dem gleichen Verlag.
Hauptberuflich arbeitet er an der Heilpraktiker Schule in München als Dozent und Assistent der Geschäftsleitung. Im Fernsehen war er für Sendungen wie Taff auf ProSieben, das Sat.1-Frühstücksfernsehen sowie im ZDF zu sehen.

## Werke (Auswahl)
- Die große Welt der Tierheilkunde. Mit Monika Heike Schmalstieg. Shaker Verlag 2012. ISBN 978-3-86858-790-6
- Psychologie für Einsteiger. Multiple Choice Arbeitsbuch. Mit Kian Schirmohammadi. Shaker Verlag 2013. ISBN 978-3-95631-045-4
- Einfach entspannt – 40 Methoden zum Runterkommen, Stressabbauen und Krafttanken. Zusammen mit Christiane Krieg. Schirner Verlag 2021. ISBN 978-3-8434-9173-0
- Liebevoll getröstet – Neue Kraft schöpfen in Zeiten der Trauer. Mit Christiane Krieg. Schirner Verlag 2022. ISBN 978-3-8434-9193-8
- Mit Tieren kommunizieren. Zusammen mit Christiane Krieg. Schirner Verlag 2022. ISBN 978-3-8434-9182-2
- Heiliger Cacao – Entdecke das herzöffnende schamanische Ritual. Mit Christiane Krieg. Schirner Verlag. ISBN 978-3-8434-9223-2
- Hilfe in miesen Zeiten. Mankau Verlag 2024. ISBN 978-3-86374-737-4